# Елізіанське королівство (Зоряний шлях)
Елізіанське королівство (The Elysian Kingdom) — восьма серія першого сезону американського телевізійного серіалу «Зоряний шлях: Дивні нові світи». Сценарій епізоду написали Акела Купер та Онітра Джонсон; режисер Аманда Роу. Перший показ відбувся 23 червня 2022 року.

## Зміст
«Ентерпрайз» досліджує туманність Джонісія, коли його варп-привід виходить з ладу, через що екіпаж втрачає свідомість.
М'Бенга використовує свій вільний час, щоб продовжити дослідження, аби знайти ліки для доньки Рукії. Незважаючи на погіршення стану, Рукія хоче почути, як її батько прочитає закінчення казки про Елізіанське королівство, яка написана Бенні Расселом, але, як будь-який творчий розум, вона висловлює невдоволення закінченням історії. Перш ніж повернути Рукію в транспортний буфер, емоційний М'Бенга обіцяє їй, що вона зможе створювати власні історії, коли подорослішає. М'Бенга спрямовує свою рішучість на створення нових лікарських форм, одна з яких практично вибухає йому в обличчя. Номер Один приходить, щоб злегка нагадати йому про обов'язки головного медичного лікаря, але також наказує лікарю трохи відпочити. Після завершення оглядової місії екіпаж містка намагається встановити курс на зоряну базу. Але з туманності спостерігається невеликий потік синхротронів — й «Ентерпрайз» не рухається.
Лейтенантка Ортегас поранена під час маневрів. Капітан Пайк кличе доктора М'Бенгу. М'Бенга прибуває на місток та споглядає інтер'єр «Ентерпрайза», який виглядає як фантастичний сюжет улюбленої книги Рукії, а команда несвідомо зображує її персонажів. Місток, прикрашений середньовічними гобеленами, й команда у багатому вбранні. Сам М'Бенга одягнений як король Рідлі, монарх з історії, яку він прочитав Рукії.
Лише М'Бенга пам'ятає його справжню особу, оскільки Пайк і Ортегас вважають себе сером Раутом і сером Адією Елізіанського королівства відповідно. Енсон Маунт досконало розігрує бюрократичне боягузтво Раута. Хоча декорації вказують на давню обстановку, комп'ютер, система життєзабезпечення та інші життєво важливі системи «Ентерпрайза» все ще працюють. Зали корабля вкриті листям, що символізує Єлисейський ліс, але декорації є просто декоративними, на відміну від розуму, який перетворив частини «Ентерпрайзв» на справжні рослини та каміння. М'Бенга прямує до лікарні за трикодером, зустрічаючи медсестру Чапель в образі цілительки. Лікар не знаходить аномалій на власному скануванні; однак у Чапель підвищений рівень дофаміну. Ла'ан Нуньєн-Сінгх виходить на сцену в ролі принцеси Талії, ще однієї правительки Елізіума, яка несе свого собаку. Рівень дофаміну Нуньєн-Сінгх також вищий за норму, і вона заохочує короля Рідлі використати потужний камінь Меркурія проти злої королеви Неви. Лунає крик головного інженера Геммера, коли чарівник Кастор, якого забирає багряна гвардія Нев, перериває розмову групи. З якоїсь причини Геммер також зберігає свої справжні спогади, тому М'Бенга наказує своїм послідовникам врятувати «чарівника». Але багряна гвардія забирає Геммера.
По дорозі до Геммера сили М'Бенги стикаються з братом Кастора Поллуксом, чаклуном, якого зображує Спок. Хоча він обіцяє допомогти в їхній гонитві за Кастором, Поллукс проводить їх через тунель, фактично трубу Джеффріса, і прямо в руки королеви Неви (кадетка Угура). Зараз ув'язнений разом з Геммером на транспортній площадці, технік пояснює М'Бензі, що телепатичні здібності дозволили йому боротися зі свідомістю, яка тиснула на його розум; тим самим пояснюючи, чому його особистість не змінилася. Геммер вважає, що сутність є частиною туманності, і, можливо, витягнула історію Елізанського королівства з розуму М'Бенги. Головний інженер Геммер — єдиний інший член екіпажу, який знає про ситуацію завдяки своїм телепатичним здібностям. Вони виявляють, що туманність має власну свідомість, яку можна порівняти з мозком Больцмана.
За допомогою чаклунства науки група втікає з клітки, щоб зіткнутися з Кастором і гвардією королеви Нев. Мисливиця Займіра (Номер Один) втручається, рятуючи ситуацію та дозволяючи М'Бензі й Геммеру дістатися до техніки, щоб відсканувати нетілесну форму життя. Шукачі знаходять Рукію та дізнаються, що туманність помітила її самотність і створила фантазію, щоб розважити дитину. Сутність також вилікувала її хворобу, але це не триватиме довго, якщо вони покинуть туманність.
У цей момент М'Бенга розуміє, що сер Адья та Мисливиця добре знайомі один з одним, хоча герої ніколи не зустрічаються в книзі Бенні Рассела. Однак Рукія завжди бажала, щоб ці дві особи об'єдналися. Керуючись теорією про те, що ця сутність взяла історію з розуму Рукії, М'Бенга відвідує лікарню, щоб виявити, що його дочки немає в буфері. Згадуючи, що Рукія завжди хотіла відвідати його кімнату, лікар зрештою пробирається туди й знаходить доньку вільною від хвороби. Очевидно, свідомість у туманності відчула самотність Рукії, зв'язавшись із нею, це спонукало сутність звільнити дівчинку та створити чарівний світ, у якому вони могли б грати. Використовуючи Геммера як канал спілкування, істота пояснює, що єдиний спосіб для Рукії вижити у її стані — залишитися в туманності. Туманність пропонує зберегти Рукію, перетворивши її на енергетичну істоту всередині космічної істоти, на що М'Бенга неохоче погоджується. Рукія висловлює своє бажання залишитися з сутністю, і так само, як король Рідлі був змушений прийняти важке рішення, М'Бенга погоджується з бажанням своєї дочки. Потім він бачить видіння Рукії як дорослої жінки, яка пережила повне пригод життя з туманністю, яку вона називає Деброю на честь своєї матері.
Дебра випускає «Ентерпрайз», відновлюючи його варп-привід і дизайн інтер'єру. І ніхто, крім М'Бенги, не може згадати цю фантазію. Він розповідає Номер Один про долю Рукії. Тільки М'Бенга пам'ятає, що сталося під час п'ятигодинного випробування.

## Сприйняття та відгуки
На сайті «Rotten Tomatoes» епізод отримав 94 % підтримки на основі відгуків 3 критиків.
В огляді «StarTrek.com» зазначалося: «„Елізіанське королівство“ поєднує наукову фантастику з фентезі так, як це вміє лише „Зоряний шлях“, створюючи інтригуючу таємницю, що ґрунтується як на химерних веселощах, так й на емоційній драмі. Поєднання стійких пошуків ліків доктора М'Бенги та дивовижного і творчого розуму його доньки призводить до оригінальної історії, яка змушує глядачів перебувати в здогадах до самого кінця.»
В огляді «Den of Geek» серію оцінено у 5 зірок з 5 та зазначено: «„Елізіанське королівство“ — це гірко-солодка трагедія, а також година, яка матиме серйозні емоційні наслідки для доктора М'Бенги протягом решти серіалу. Але це також надзвичайно смішно і весело дивитися, навіть якщо він ховає свої найтемніші моменти в блискучій обгортці, вкритій блискітками. І по суті стирає пам'ять про те, чим М'Бенга пожертвував в ім'я доньки, яку він любить.»
«TV Tropes» здійснює детальний розбір аналогій, неспівпадінь та недоречностей епізоду.
В огляді «TrekMovie.com» зазначено: «Незважаючи на те, що „Дивні нові світи“ — це, безперечно, епізодичний серіал з окремими пригодами, він також дуже серіалізований. Навіть більше, ніж уявлялося до появи серіалу. Ми бачили цю схему в попередніх епізодах, як сценаристи грають у довгі ігри з дугами для всіх своїх персонажів, як-от: представлення Рукії на початку сезону та основні елементи її улюбленої казки перед сном. Тепер все це добре поєднується, роблячи приємне закриття цієї арки для М'Бенги, залишаючи йому місце для зростання, коли ми переходимо до решти сезону й далі.»
На сайті «IMDb» станом на червень 2024 року епізод отримав 6.2 з 10 зірок схвалення при 6239 голосах.

## Знімались
| Актор             | Роль                    |
| ----------------- | ----------------------- |
| Енсон Маунт       | Крістофер Пайк          |
| Ітан Пек          | Спок                    |
| Джесс Буш         | Кристина Чапель         |
| Крістіна Чонг     | Лаан Нуньєн Сінгх       |
| Селія Роуз Гудінг | Нійота Ухура            |
| Бабс Олусанмокун  | Доктор М'Бенга          |
| Мелісса Навія     | Еріка Ортегас           |
| Брюс Горак        | Геммер                  |
| Ребекка Ромейн    | Номер Один              |
| Сейдж Аррінделл   | Рукійя                  |
| Белінда Корпус    | Пацієнтка               |
| Ронг Фу           | Дженна Мітчелл          |
| Алекс Капп        | комп'ютер «Ентерпрайза» |
| Макамбе Сімбамба  | доросла Рукійя          |
| Руна Евок         | принцеса Руна           |
| Джулія Сент-Луїс  | гвардійка               |
| Шеннон Віддіс     | персонал містка         |
| Кара Вутен        | гвардійка               |